# ライナー (クレーター)

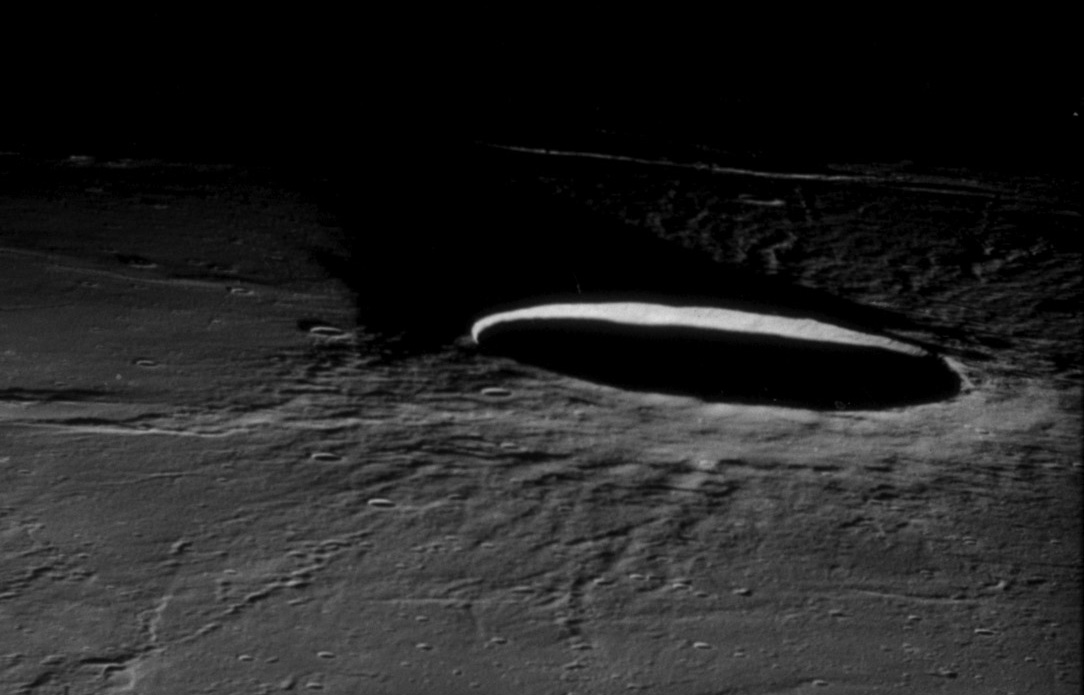
アポロ12号による明暗境界線の画像

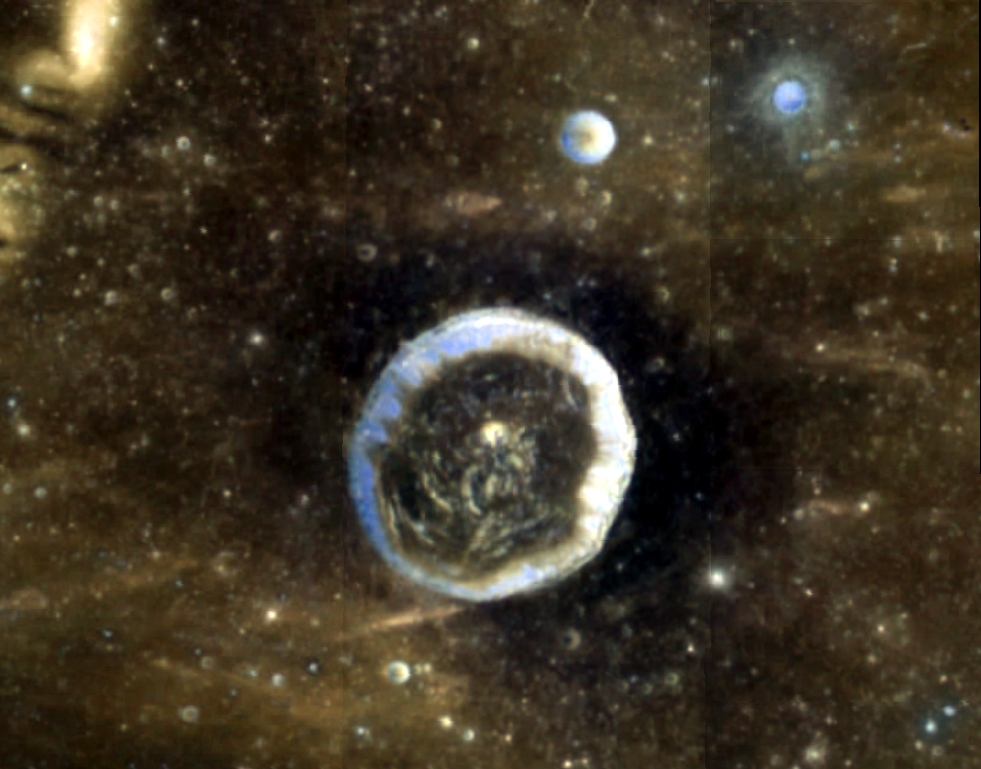
探査機クレメンタインによる画像

ライナー (Reiner) は、月の衝突クレーターで、嵐の大洋に位置する。ほぼ円形であるが、遠近法のため、楕円形に見える。縁はくっきりしており、他の衝突によって浸食されていない。不規則な底面の中央には、中央丘がある。縁の外側は小山状の壁になっており、直径の半分程度、海まで伸びている。
ライナーの西北西には、高アルベドの光条で構成された魚形の地形であるライナー・ガンマがある。
ライナーは、エラトステネス代にできたクレーターである。ガリレオ・ガリレイの弟子である天文学者のVincentio Reinieriの名前に因んで名付けられた。

## 従属クレーター
ライナーのごく近くにある小さな無名のクレーターについては、アルファベットを付加することによって識別される。
| ライナー | 緯度   | 経度    | 直径  |
| -------- | ------ | ------- | ----- |
| A        | 5.2° N | 51.4° W | 10 km |
| C        | 3.5° N | 51.5° W | 7 km  |
| E        | 1.9° N | 49.6° W | 4 km  |
| G        | 3.3° N | 54.3° W | 3 km  |
| H        | 9.1° N | 54.7° W | 8 km  |
| K        | 8.1° N | 53.9° W | 3 km  |
| L        | 8.0° N | 54.6° W | 6 km  |
| M        | 8.6° N | 56.1° W | 3 km  |
| N        | 5.4° N | 57.5° W | 4 km  |
| Q        | 1.4° N | 50.9° W | 3 km  |
| R        | 3.7° N | 55.5° W | 45 km |
| S        | 2.2° N | 50.7° W | 4 km  |
| T        | 3.7° N | 52.2° W | 2 km  |
| U        | 4.1° N | 52.5° W | 3 km  |